# Chojniczanka Chojnice
Chojniczanka Chojnice är en fotbollsklubb från Chojnice i Polen. 2013 avancerade laget till 1. liga.